# Žan Cankar
Žan Cankar, slovenski nogometaš, * 13. november 1990, Ljubljana.
Cankar je slovenski profesionalni nogometaš, ki igra na položaju branilca. Od leta 2023 je član slovenskega kluba Kresnice. Pred tem je igral za slovenske klube Interblock, Ivančna Gorica, Krka, Radomlje in Kresnice ter avstrijske SG Drautal, SV Tainach, St. Margarethen in ASKÖ Dellach/Drau. Skupno je v prvi slovenski ligi odigral 34 tekem. Bil je tudi član slovenske reprezentance do 17 in 18 let. 